# Castillo de Malón
El castillo de Malón fue una fortaleza ubicada en el municipio español de Malón, en la provincia de Zaragoza.

## Historia
Por su situación fronteriza con Navarra, cambió de manos en varias ocasiones y perteneció a Fernando Pérez Calvillo y por matrimonio a Juan de Coloma. D. Fadrique de Aragón lo tomó en 1430 en lo que sería el último hecho de armas de la fortaleza.

## Descripción
El castillo se derrumbó por completo en 1910 y tan solo se conservan el perímetro y los subterráneos.

## Catalogación
El Castillo de Malón está incluido dentro de la relación de castillos considerados Bienes de Interés Cultural en virtud de lo dispuesto en la disposición adicional segunda de la Ley 3/1999, de 10 de marzo, del Patrimonio Cultural Aragonés. Este listado fue publicado en el Boletín Oficial de Aragón del 22 de mayo de 2006.